# Mistrovství Evropy juniorů v atletice 1995
13. Mistrovství Evropy juniorů v atletice – sportovní závod organizovaný EAA se konal v Maďarské Nyíregyháze. Závod se odehrál od 27. července – 30. července 1995. 

## Výsledky

### Muži
| Soutěž            | Zlato                                                                         | Výkon    | Stříbro                                                                     | Výkon    | Bronz                                                                 | Výkon    |
| 100 m             | Dwain Chambers                                                                | 10,41    | Jamie Henthorn                                                              | 10,41    | Angelos Pavlakakis                                                    | 10,47    |
| 200 m             | Marlon Devonish                                                               | 21,04    | Alessio Comparini                                                           | 21,21    | Daniel Money                                                          | 21,29    |
| 400 m             | Mark Hylton                                                                   | 45,97    | Jacek Bocian                                                                | 46,59    | Cvetomir Marinov                                                      | 46,66    |
| 800 m             | Roberto Parra                                                                 | 1:45,90  | André Bucher                                                                | 1:46,73  | Wojciech Kałdowski                                                    | 1:47,67  |
| 1500 m            | Reyes Estévez                                                                 | 3:45,74  | José Redolat                                                                | 3:46,70  | Gert-Jan Liefers                                                      | 3:47,17  |
| 5000 m            | Benoît Zwierzchlewski                                                         | 13:55,75 | Juan José Gomez                                                             | 14:15,65 | Iván Pérez                                                            | 14:17,83 |
| 10 000 m          | Benoît Zwierzchlewski                                                         | 29:46,42 | Iván Pérez                                                                  | 30:06,69 | Damiano Polti                                                         | 30:06,91 |
| 110 m překážek    | Sven Pieters                                                                  | 14,06    | Robert Kronberg                                                             | 14,16    | Tomasz Ścigaczewski                                                   | 14,18    |
| 400 m překážek    | Daniel Hechler                                                                | 50,42    | Marcel Schelbert                                                            | 50,44    | Matthew Douglas                                                       | 51,73    |
| 3000 m překážek   | Antonio Alvarez                                                               | 8:50,75  | Christian Knoblich                                                          | 8:50,85  | Jerome Cochet                                                         | 8:52,92  |
| Štafeta 4 × 100 m | Spojené království Dwain Chambers Marlon Devonish Jamie Henthorn Daniel Money | 39,43    | Itálie Marco Alaimo Aldo Giulio Ibba Michele Paggi Alessio Comparini        | 39,61    | Německo Alexander Kosenkow Eduard Martin Anthony Viel Thorsten Schulz | 40,29    |
| Štafeta 4 × 400 m | Spojené království Geoff Dearman Steven McHardy Tom Lerwill Mark Hylton       | 3:07,09  | Francie Philippe Bouche Ruddy Zami Jean-Jacques Letzelter-Ebe Robert Loubli | 3:07,72  | Polsko Jacek Bocian Piotr Haczek Jacek Lewandowski Marcin Trelka      | 3:09,65  |
| Chůze na 10 000 m | Andreas Erm                                                                   | 40:51,38 | Francisco Fernández                                                         | 41:02,34 | David Abellan                                                         | 41:57,84 |
| Skok do výšky     | Oskari Frösén                                                                 | 2,19 m   | Martin Buss                                                                 | 2,19 m   | James Brierley                                                        | 2,17 m   |
| Skok o tyči       | Jevgenij Smirijagin                                                           | 5,50 m   | Timo Makkonen                                                               | 5,45 m   | Nicolas Jolivet                                                       | 5,40 m   |
| Skok daleký       | Roman Sčurenko                                                                | 7,78 m   | Andrej Kislych                                                              | 7,76 m   | Dmitrij Miszka                                                        | 7,74 m   |
| Trojskok          | Ronald Servius                                                                | 16,71 m  | Dmitrij Vasiljev                                                            | 16,14 m  | Paweł Zdrajkowski                                                     | 15,96 m  |
| Vrh koulí         | Repa Reinikainen                                                              | 17,20 m  | René Sack                                                                   | 16,89 m  | Iker Sukia                                                            | 16,74 m  |
| Hod diskem        | Andrzej Krawczyk                                                              | 58,22 m  | Mike Van Der Bilt                                                           | 55,40 m  | Tolga Koseoglu                                                        | 52,06 m  |
| Hod kladivem      | Szymon Ziółkowski                                                             | 75,42 m  | Nikolaj Avlasevič                                                           | 68,80 m  | Wasyl Ševčenko                                                        | 68,64 m  |
| Hod oštěpem       | Christian Nicolay                                                             | 76,88 m  | Harri Haatainen                                                             | 74,28 m  | Daniel Gustafsson                                                     | 72,38 m  |
| Desetiboj         | Glenn Lindqvist                                                               | 7 363    | Rick Wassenaar                                                              | 7 299    | Jiří Ryba                                                             | 7 271    |

### Ženy
| Soutěž            | Zlato                                                                    | Výkon    | Stříbro                                                                      | Výkon    | Bronz                                                                            | Výkon    |
| 100 m             | Frédérique Bangué                                                        | 11,48    | Nora Ivanova                                                                 | 11,58    | Vjara Georgieva                                                                  | 11,59    |
| 200 m             | Nora Ivanova                                                             | 23,44    | Fabé Dia                                                                     | 23,68    | Sylviane Felix                                                                   | 23,81    |
| 400 m             | Olga Kotljarovová                                                        | 52,03    | Andrea Burlacu                                                               | 53,53    | Jitka Burianová                                                                  | 53,9     |
| 800 m             | Mioara Cosulianu                                                         | 2:04,15  | Plamena Aleksandrova                                                         | 2:04,50  | Anca Safta                                                                       | 2:04,55  |
| 1500 m            | Lidia Chojecká                                                           | 4:17,29  | Lavinia Miroiu                                                               | 4:19,11  | Jolanda Steblovniková                                                            | 4:20,22  |
| 3000 m            | Denisa Costescu                                                          | 9:13,44  | Anita Weyermann                                                              | 9:15,45  | Olivera Jevtićová                                                                | 9:15,61  |
| 10 000 m          | Nadia Singeorzan                                                         | 33:23,94 | Olivera Jevtićová                                                            | 33:48,61 | Sadica Mihalache                                                                 | 34:10,22 |
| 100 m překážek    | Olena Owczarowa                                                          | 13,09    | Natasha Danvers                                                              | 13,46    | Linda Ferga                                                                      | 13,61    |
| 400 m překážek    | Ionela Tirleaová                                                         | 56,04    | Ulrike Urbansky                                                              | 57,21    | Rikke Rønholt                                                                    | 57,71    |
| Štafeta 4 × 100 m | Německo Caroline Elmers Esther Möller Carmen Bertmaring Marion Wagnerová | 44,77    | Itálie Elena Sordelli Manuela Grillo Fabiana Cosolo Manuela Levorato         | 45,37    | Polsko Magdalena Kamińska Justyna Dybowska Anna Głowacka Aurelia Trywiańska      | 45,56    |
| Štafeta 4 × 400 m | Francie Sandrine Thiébaud Cindy Ega Pierre-Marie Marival Sylviane Félix  | 3:32,79  | Rusko Marina Kozłowa Irina Mistiukiewicz Natalia Misiakowa Olga Kotljarovová | 3:36,10  | Spojené království Liz Williams Joanne Sloane Allison Curbishley Louretta Thorne | 3:38,23  |
| Chůze na 5 km     | Sofia Avoila                                                             | 22:13,23 | Olga Panfiorova                                                              | 22:24,95 | Jana Weidemann                                                                   | 22:30,90 |
| Skok do výšky     | Viktorija Sťopinová                                                      | 1,91 m   | Kajsa Bergqvistová Julija Ljachovová                                         | 1,89 m   | neudělena                                                                        | –        |
| Skok daleký       | Linda Ferga                                                              | 6,56 m   | Cristina Nicolau                                                             | 6,35 m   | Iliana Ilieva                                                                    | 6,25 m   |
| Trojskok          | Tereza Marinovová                                                        | 13,90 m  | Taťjana Lebeděvová                                                           | 13,88 m  | Melinda Marton                                                                   | 13,71 m  |
| Vrh koulí         | Corrie De Bruin                                                          | 17,76 m  | Janina Karolčiková                                                           | 16,95 m  | Olga Rjabinkinovová                                                              | 16,55 m  |
| Hod diskem        | Corrie De Bruin                                                          | 57,46 m  | Wolga Candar                                                                 | 54,66 m  | Lieja Koeman                                                                     | 53,24 m  |
| Hod oštěpem       | Taina Uppa                                                               | 60,72 m  | Mirela Manjaniová                                                            | 59,36 m  | Angeliki Tsiolakoudi                                                             | 54,76 m  |
| Sedmiboj          | Annu Montell                                                             | 5 546    | Jelizawieta Szałygina                                                        | 5 476    | Katja Ripatti                                                                    | 5 394    |

## Medailové pořadí
| Umístění | Stát               | Zlato | Stříbro | Bronz | Celkem |
| -------- | ------------------ | ----- | ------- | ----- | ------ |
| 1.       | Francie            | 6     | 2       | 4     | 12     |
| 2.       | Spojené království | 5     | 2       | 4     | 11     |
| 3.       | Finsko             | 5     | 2       | 1     | 8      |
| 4.       | Německo            | 4     | 4       | 3     | 11     |
| 5.       | Rumunsko           | 4     | 3       | 3     | 10     |
| 6.       | Španělsko          | 3     | 4       | 3     | 10     |
| 7.       | Polsko             | 3     | 1       | 5     | 9      |
| 8.       | Ukrajina           | 3     | 0       | 2     | 5      |
| 9.       | Rusko              | 2     | 6       | 1     | 9      |
| 10.      | Bulharsko          | 2     | 2       | 3     | 7      |
| 11.      | Nizozemsko         | 2     | 2       | 2     | 6      |
| 12.      | Belgie             | 1     | 0       | 0     | 1      |
| 12.      | Portugalsko        | 1     | 0       | 0     | 1      |
| 14.      | Bělorusko          | 0     | 4       | 0     | 4      |
| 15.      | Itálie             | 0     | 3       | 1     | 4      |
| 16.      | Švýcarsko          | 0     | 3       | 0     | 3      |
| 17.      | Švédsko            | 0     | 2       | 1     | 3      |
| 18.      | Jugoslávie         | 0     | 1       | 1     | 2      |
| 19.      | Albánie            | 0     | 1       | 0     | 1      |
| 20.      | Česko              | 0     | 0       | 2     | 2      |
| 20.      | Řecko              | 0     | 0       | 2     | 2      |
| 22.      | Dánsko             | 0     | 0       | 1     | 1      |
| 22.      | Slovinsko          | 0     | 0       | 1     | 1      |
| Celkem   | Celkem             | 41    | 42      | 40    | 123    |

## Čeští atleti do 8. místa
| Disciplína      | Umístění | Jméno           | Výkon   |
| Desetiboj       | 3.       | Jiří Ryba       | 7271    |
| 400 m           | 3.       | Jitka Burianová | 53,69   |
| 100 m překážek  | 5.       | Nikola Bendová  | 14,14   |
| 1500 m          | 7.       | Stanislav Vrba  | 3:50,01 |
| 3000 m překážek | 7.       | David Gerych    | 9:06,13 |
| Skok o tyči     | 7. =     | Jan Žalud       | 5,00 m  |